# Joe Hill

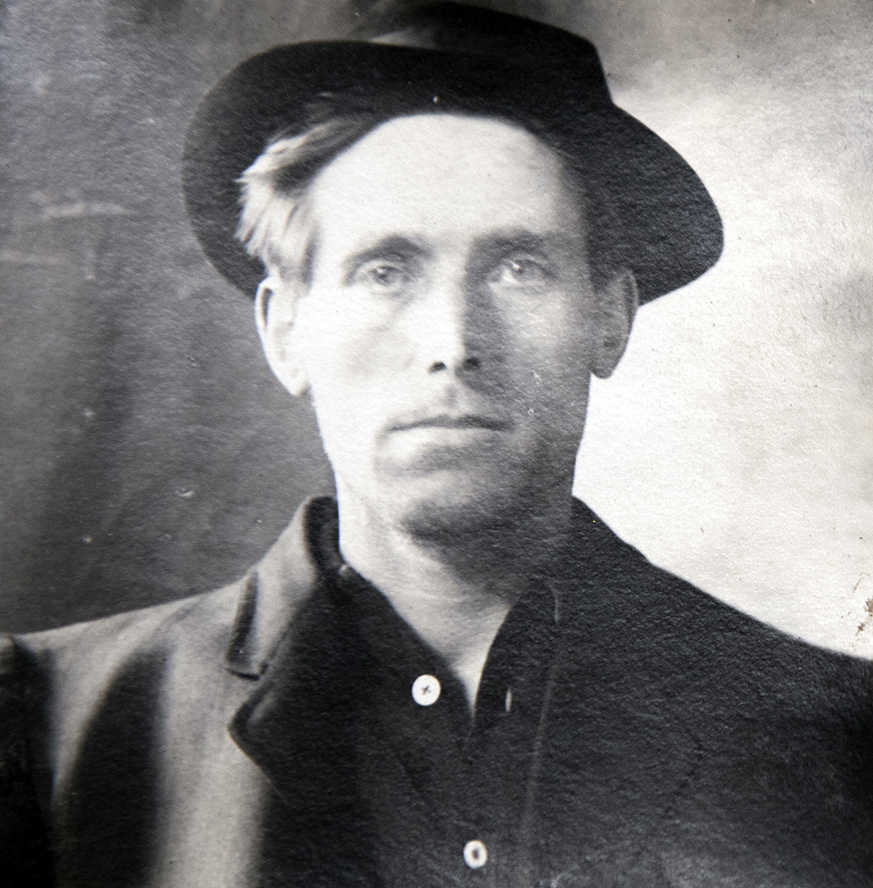
Joe Hill

Joel Emmanuel Hägglund, cunoscut și ca Joseph Hillström și ca Joe Hill, (n. 7 octombrie 1879 - d. 19 noiembrie 1915) a fost un activist sindical american, textier și membru al Industrial Workers of the World (IWW).
Născut în Suedia, emigrează în SUA la începutul secolului al XX-lea.
Devine militant de frunte în organizația sindicatelor americane.
Pentru intransigența și combativitatea de care a dat dovadă, stârnește ostilitatea guvernului american care îi atribuie o crimă și îl condamnă la moarte.
A fost executat în ciuda protestelor din lumea întreagă, intrând în legendă ca erou al proletariatului american.
A scris și o serie de poezii și texte ale unor cântece dedicate acestei clase sociale, printre care: Casey Jones (1911), The Rebel Girl (Fata rebelă, 1915), Workers of the World Awaken (Muncitori ai lumii, treziți-vă, 1915).